# Datcha Dollar'z
Datcha Dollar'z, né Alexis Gamiette le 29 octobre 1988 en Guadeloupe, est un chanteur de dancehall et de hip-hop français.

## Biographie
Datcha Dollar'z commence dans la musique. À l'âge de 10 ans, il reprend les célèbres sons de Real Limit, mais c'est à partir de 12 ans qu'il rencontre Dominique Pierre-Jean, le président de l'association « Wu Tang Park Grand Camp Massif ». C'est ainsi qu'il plonge dans l'univers du dancehall. Il a longtemps évolué dans le milieu underground, se faisant remarquer sur la mixtape Konèt 2 Lari de J2mo Production ce qui l'incite à collaborer avec le chanteur jamaïcain Elephant Man.
Mais c'est en 2010 que Krys le chanteur et producteur du label Step Out Productions le repère et l'intègre. En 2011, il sort son premier single Pina Colada, hit incontestable du carnaval. Cela lui permet d'accroître sa notoriété avec un enchaînement des prestations en France comme aux Antilles.
En 2012, il sort son premier album Hors Limites. De cet album naissent les singles Pina colada, Madanm aw, Zattrap, la reprise de She Doesn't Mind de Sean Paul remixée en Close Your Eyes et les collaborations avec Krys, par exemple 7ème Ciel mais encore Bye bye avec Aloman. L'artiste passe des titres dansants aux titres conscients, en dénonçant les violences conjugales.
En 2013, il sort son fameux tube A Pa Tay avec DJ Jaïro.
En 2014, il quitte le label Step Out Production pour signer l'année suivante chez So Fresh Publishing, une société d'édition et de production. Il enchaîne les sons Petit Frère ou bien Ayen Pakay. Mais ses morceaux Casanova ou Only for You racontent sa vie privée lors de ses déclarations d'amour. Il décide ensuite de fonder son propre label Art Money Group où il produit les artistes Warped, Silverman, Toshman, Isis et Kenje . En septembre 2015, il revient avec un single Vou é mwen en collaboration avec un de ses artistes, Kenje. Une musique qui mélange les sonorités trap et RnB. Puis il continue avec Frè an Mwen, en compagnie de Lyrrix.
En mars 2016, il signe chez Chabine Production et sort le single Tou Sèl An Nou suivi de Nou Pa Kay Domi.

## Discographie

### Mixtapes
- 2006 - Konèt 2 Lari

### Singles
- 2011 - Pina Colada
- 2011 - Zattrap (feat. Krys)
- 2012 - Close your eyes
- 2012 - 7ème ciel (feat. Krys)
- 2012 - Bye bye (feat. Aloman)
- 2013 - A Pa Tay
- 2014 - What About (feat. Silverman)
- 2014 - Casanova (feat. Gambi G)
- 2014 - Petit frère
- 2014 - Ayen Pakay
- 2015 - Only for you
- 2015 - Vou é mwen (feat. Kenje)
- 2015 - Frè an mwen (feat. Lyrrix)
- 2016 - Lenfè (feat. Warped)
- 2016 - Tou sèl an nou
- 2016 - Nou Pa Kay Domi (feat. Keros-N)
- 2017 - Je ne pleure plus
- 2017 - Amina (feat. Silverman)
- 2017 - Rattraper le temps
- 2018 - Appelle-moi
- 2018 - T’es à moi (feat. Warped)
- 2019 - Quick
- 2020 - Tek it to dem